# オー!リバル
「オー！リバル」（Oh！Rival）は、ポルノグラフィティの楽曲。2015年4月15日にSME Recordsより42作目のシングルとしてリリースされた。

## 概要
「見んさい」「聞きんさい」「歌いんさい」の"3さい"シリーズの「歌いんさい」をテーマとした作品で、前作『ワン・ウーマン・ショー 〜甘い幻〜』から約5か月ぶりのリリース。
表題曲「オー！リバル」は、映画『名探偵コナン 業火の向日葵』の主題歌として書き下ろされた。同作ではゴッホの名画『ひまわり』をめぐるミステリーが描かれており、プロデューサーの諏訪道彦は「"ゴッホのひまわり"の故郷はフランス・アルルの村であり、ゴッホがその絵に込めたであろう想いの背景にあるフランスやヨーロッパの土壌を最もうまく表現できるアーティストということで僕らはポルノグラフィティさんをご指名させてもらいました」と主題歌起用の理由を説明している。
なお、2月3日にレンガをバックにした本作のアーティスト写真が公開され、2月中旬には公式サイト内Staff Reportで「ジン」や「ウォッカ」といったお酒の名前が触れられたことから、3月3日の正式発表を前に「ポルノグラフィティが主題歌を担当するのではないか」と反響があった。
初回生産限定盤（CD+DVD）、通常盤（CD）の2形態でのリリース。初回生産限定盤には表題曲のMVを収録したDVDが付属する他、「ポルノ×コナンオリジナルアニメ絵柄ワイドキャップステッカー」が封入されている。また、初回生産限定盤のジャケットのみコナンと怪盗キッドがひっそりと身を隠したデザインとなっている。

## チャート成績
リリース直後は下記の各音楽配信サイトで上位を独占した。
- レコチョクシングルランキング1位
- mora総合シングルチャート1位
- ドワンゴジェイピーシングルデイリーランキング1位
- iTunes総合ダウンロードランキング2位
- music.jpデイリーシングルランキング2位

4月27日付のオリコン週間シングルチャートでは初動2.5万枚を売り上げ、初登場5位を記録。レコチョクでは4週連続トップ10入りを果たすロングヒットを記録し、2015年度レコチョク年間ランキングでは29位に輝いた。

## 収録曲
| #         | タイトル         | 作詞      | 作曲      | 編曲                                | 時間  |
| --------- | ---------------- | --------- | --------- | ----------------------------------- | ----- |
| 1.        | 「オー！リバル」 | 新藤晴一  | 岡野昭仁  | tasuku, Porno Graffitti             | 4:56  |
| 2.        | 「デザイア」     | 岡野昭仁  | 岡野昭仁  | 近藤隆史, 立崎優介, Porno Graffitti | 4:04  |
| 3.        | 「空が青すぎて」 | 新藤晴一  | 新藤晴一  | 馬場一嘉, Porno Graffitti           | 4:03  |
| 合計時間: | 合計時間:        | 合計時間: | 合計時間: | 合計時間:                           | 13:03 |

| #  | タイトル                      | 作詞 | 作曲・編曲 |
| -- | ----------------------------- | ---- | ---------- |
| 1. | 「オー！リバル [Video Clip]」 |      |            |

## 楽曲解説
1. オー！リバル
映画『名探偵コナン 業火の向日葵』主題歌
  - スパニッシュ風のギター、憂いと開放感を共存させたメロディが印象的なナンバー[10]。
  - タイトルのリバルとはフランス語やスペイン語で「ライバル」を意味し、歌詞も映画及び作品内におけるコナンと怪盗キッドの関係性と"ライバル"というテーマをシンクロさせたものになっている[4][11][12]。
  - 楽曲のイメージについて、映画サイドからは前述の理由により「ポルノグラフィティが得意とするラテン調の曲のイメージで」という要望があったという[7][13]。ポルノグラフィティの作品には「サウダージ」「アゲハ蝶」「ジョバイロ」といったラテン調の楽曲が存在するが、いずれもak.homma（元プロデューサー）が作曲を手掛けていた[10]。本楽曲の作曲を手掛けた岡野は「得意なものをそのままやることへのプレッシャーも感じた」というが、「『コナン』という作品のスケールの大きさや期待値に応えるには、自分たちの得意技を存分に出していこうと決めた」「16年のキャリアの中でも、最高傑作といわれるものをしっかりと作り上げたいなと思っていた」とし[7][10][14]、そうした想いから制作された本楽曲は「リクエストを受けて、逸らさずまっすぐ僕なりにラテンを書いてみました」という言葉通り、ガットギターやアコーディオン、ピッコロといった楽器を取り入れたラテン調のサウンドに、近年世界的に流行しているEDMの要素を加えるなど、現在の音楽シーンに適応するサウンドメイクが施されている[10]。
  - 当初は岡野が作詞も担当していたが、「納得がいく歌詞が書けなくて、（新藤）晴一の方がイメージに近い歌詞を書けると思ったから、最終的に晴一に頼んだ」と語っている[15][16]。新藤は「台本をあまり読み込んで世界観に引っ張られ過ぎてしまうと、僕らの作品ではなくなってしまうため、いい距離を保つために、いただいた資料からフィーリングだけを受け取るようにしました」と述べている[14]。
  - メンバーが「いまの僕たちに出来る最善の楽曲を制作しようとかなり気持ちを入れて制作しました」と語る本楽曲について、諏訪道彦は「ストーリーや世界観の打合せを重ね、今回コナンが描きたかったドラマの背景を見事に奏でていただきました」「ポルノさんには数々のヒット曲がありますが、間違いなくそれ以上の楽曲になると思います」とコメントしている[17][18]。
  - MVは何人もの岡野と新藤が歩き続ける映像に仕上がっており、実際のメイキングではルームランナーを使用しての歩行を約17時間かけて撮影し、その映像を後から合成したという[11]。
  - ライヴではクラップやシンガロングで盛り上がる新たな定番曲の一つとなっている[19]。
2. デザイア
  - セクシーに激しい恋心を描いたアップテンポな楽曲[8]。
  - シングル表題曲候補としてストックされていた。
3. 空が青すぎて
  - 明るいメロディに切ない失恋の歌詞を乗せた楽曲[8]。

## Guest Musicians
1. オー！リバル
  - Percussions: 坂井"LAMBSY"秀彰
  - Bass: 山口寛雄
  - Accordion: 佐藤芳明
  - Piccolo: 高桑英世
  - Violin & Viola: 門脇大輔
  - Chorus: うぐいすボーイズ&ガールズ
  - Clap: パチパチぱっちんず
  - Programming & All Other Instruments: tasuku
2. デザイア
  - Programming & All Other Instruments: 近藤隆史, 立崎優介, 田中ユウスケ
3. 空が青すぎて
  - Drums: 松永俊弥
  - Bass: 根岸孝旨
  - Organ, Keybord: 神佐澄人
  - Programming: 馬場一嘉

## 収録作品
| タイトル     | 収録作品 |
| ------------ | --- |
| オー！リバル | - アルバム - 10thアルバム『RHINOCEROS』 - オムニバスアルバム『劇場版 名探偵コナン 主題歌集 〜"20"All Songs〜』 - ミュージックビデオ - 10thアルバム『RHINOCEROS』 - ライヴ映像 - ライヴDVD/BD『14thライヴサーキット "The dice are cast" Live in OSAKA-JO HALL 2015』 - ライヴDVD/BD『横浜ロマンスポルノ'16 〜THE WAY〜 Live in YOKOHAMA STADIUM』 - ライヴDVD/BD『PORNOGRAFFITTI 色情塗鴉 Special Live in Taiwan』 - 47thシングル『ブレス』 - ライヴDVD/BD『16thライヴサーキット "UNFADED" Live in YOKOHAMA ARENA 2019』 - ライヴDVD/BD『ポルノグラフィティ20th Anniversary Special Live Box』 - 51stシングル『テーマソング』 - ライヴ音源 - 11thアルバム『BUTTERFLY EFFECT』 |
| デザイア     | - 作品未収録 |
| 空が青すぎて | - 作品未収録 |

## カバー
オー！リバル
- 堀江美都子 - 2020年、『One Voice』